# 14e étape du Tour de France 2020
Pour un article plus général, voir Tour de France 2020.
La 14e étape du Tour de France 2020 se déroule le samedi 12 septembre 2020 entre Clermont-Ferrand et Lyon, sur une distance de 194 kilomètres.

## Parcours
Une nouvelle étape vallonnée sur ce Tour (même si elle est catégorisée comme de plaine) avec notamment le col du Béal (10,2 km à 5,6 %, 2e catégorie) et la côte de Courreau (4 km à 5,7 %). Peu avant l'arrivée à Lyon, le col des Brosses, la côte de la Duchère (1,4 km à 5,6 %) et la côte de la Croix-Rousse (1,4 km à 4,8 %) viennent durcir le final.

## Déroulement de la course
Stefan Küng (Groupama-FDJ) et Edward Theuns (Trek-Segafredo) s'échappent. La formation Bora-Hansgrohe accélère dans la première côte de la journée, puis Peter Sagan et Maximilian Schachmann sortent du peloton, accompagnés par Matteo Trentin. Sagan termine 3e du sprint intermédiaire, devant son coéquipier. Trentin est 5e, juste devant le maillot vert et le reste du peloton. Le duo de la Bora-Hansgrohe se relève ensuite, l'échappée reprend du champ. Dans le col du Béal, Theuns est distancé et l'équipe Bora-Hansgrohe entreprend un nouveau coup de force et distance les principaux sprinteurs, notamment Sam Bennett. Le groupe maillot jaune, mené par les Bora-Hansgrohe et les CCC, creuse un écart décisif par rapport au groupe maillot vert, puis reprend Küng à 80 km de l'arrivée. Tiesj Benoot attaque dans la côte de la Duchère mais il est repris à 7,5 km de l'arrivée. Dans la côte de la Croix-Rousse, Lennard Kämna sort à son tour et passe en tête au sommet, tandis que plusieurs mouvements de contre-attaque secouent le peloton, mais le groupe maillot jaune va se reformer dans le final. Søren Kragh Andersen profite d'un moment de flottement pour placer un démarrage à 3 km de la ligne et s'impose en solitaire, avec 15 secondes d'avance sur le peloton, dont le sprint est remporté par Luka Mezgec (Mitchelton-Scott) devant Simone Consonni (Cofidis) et Peter Sagan.

## Résultats

### Classement de l'étape
| Classement de la 14e étape | Classement de la 14e étape | Classement de la 14e étape | Classement de la 14e étape | Classement de la 14e étape |
|                            | Coureur                    | Pays                       | Équipe                     | Temps                      |
| -------------------------- | -------------------------- | -------------------------- | -------------------------- | -------------------------- |
| 1er                        | Søren Kragh Andersen       | Danemark                   | Sunweb                     | en 4 h 28 min 10 s         |
| 2e                         | Luka Mezgec                | Slovénie                   | Mitchelton-Scott           | + 15 s                     |
| 3e                         | Simone Consonni            | Italie                     | Cofidis                    | + 15 s                     |
| 4e                         | Peter Sagan                | Slovaquie                  | Bora-Hansgrohe             | + 15 s                     |
| 5e                         | Casper Pedersen            | Danemark                   | Sunweb                     | + 15 s                     |
| 6e                         | Jasper Stuyven             | Belgique                   | Trek-Segafredo             | + 15 s                     |
| 7e                         | Matteo Trentin             | Italie                     | CCC                        | + 15 s                     |
| 8e                         | Oliver Naesen              | Belgique                   | AG2R La Mondiale           | + 15 s                     |
| 9e                         | Sonny Colbrelli            | Italie                     | Bahrain-McLaren            | + 15 s                     |
| 10e                        | Marc Hirschi               | Suisse                     | Sunweb                     | + 15 s                     |
| modifier                   |                            |                            |                            |                            |

### Points attribués
| Sprint intermédiaire Courpière (km 38) | Sprint intermédiaire Courpière (km 38) | Sprint intermédiaire Courpière (km 38) | Sprint intermédiaire Courpière (km 38) | Sprint intermédiaire Courpière (km 38) |
| -------------------------------------- | -------------------------------------- | -------------------------------------- | -------------------------------------- | -------------------------------------- |
|                                        | Coureur                                | Pays                                   | Équipe                                 | Point(s)                               |
| 1er                                    | Edward Theuns                          | Belgique                               | Trek-Segafredo                         | 20                                     |
| 2e                                     | Stefan Küng                            | Suisse                                 | Groupama-FDJ                           | 17                                     |
| 3e                                     | Peter Sagan                            | Slovaquie                              | Bora-Hansgrohe                         | 15                                     |
| 4e                                     | Maximilian Schachmann                  | Allemagne                              | Bora-Hansgrohe                         | 13                                     |
| 5e                                     | Matteo Trentin                         | Italie                                 | CCC                                    | 11                                     |
| 6e                                     | Sam Bennett                            | Irlande                                | Deceuninck-Quick Step                  | 10                                     |
| 7e                                     | Daniel Oss                             | Italie                                 | Bora-Hansgrohe                         | 9                                      |
| 8e                                     | Felix Großschartner                    | Autriche                               | Bora-Hansgrohe                         | 8                                      |
| 9e                                     | Lukas Pöstlberger                      | Autriche                               | Bora-Hansgrohe                         | 7                                      |
| 10e                                    | Michael Mørkøv                         | Danemark                               | Deceuninck-Quick Step                  | 6                                      |
| 11e                                    | Daryl Impey                            | Afrique du Sud                         | Mitchelton-Scott                       | 5                                      |
| 12e                                    | Edvald Boasson Hagen                   | Norvège                                | NTT Pro Cycling                        | 4                                      |
| 13e                                    | Caleb Ewan                             | Australie                              | Lotto-Soudal                           | 3                                      |
| 14e                                    | Tony Martin                            | Allemagne                              | Jumbo-Visma                            | 2                                      |
| 15e                                    | Tim Declercq                           | Belgique                               | Deceuninck-Quick Step                  | 1                                      |
| modifier                               |                                        |                                        |                                        |                                        |

| Arrivée d'étape Lyon (km 194) | Arrivée d'étape Lyon (km 194) | Arrivée d'étape Lyon (km 194) | Arrivée d'étape Lyon (km 194) | Arrivée d'étape Lyon (km 194) |
| ----------------------------- | ----------------------------- | ----------------------------- | ----------------------------- | ----------------------------- |
|                               | Coureur                       | Pays                          | Équipe                        | Point(s)                      |
| 1er                           | Søren Kragh Andersen          | Danemark                      | Sunweb                        | 50                            |
| 2e                            | Luka Mezgec                   | Slovénie                      | Mitchelton-Scott              | 30                            |
| 3e                            | Simone Consonni               | Italie                        | Cofidis                       | 20                            |
| 4e                            | Peter Sagan                   | Slovaquie                     | Bora-Hansgrohe                | 18                            |
| 5e                            | Casper Pedersen               | Danemark                      | Sunweb                        | 16                            |
| 6e                            | Jasper Stuyven                | Belgique                      | Trek-Segafredo                | 14                            |
| 7e                            | Matteo Trentin                | Italie                        | CCC                           | 12                            |
| 8e                            | Oliver Naesen                 | Belgique                      | AG2R La Mondiale              | 10                            |
| 9e                            | Sonny Colbrelli               | Italie                        | Bahrain-McLaren               | 8                             |
| 10e                           | Marc Hirschi                  | Suisse                        | Sunweb                        | 7                             |
| 11e                           | Anthony Turgis                | France                        | Total Direct Énergie          | 6                             |
| 12e                           | Tadej Pogačar                 | Slovénie                      | UAE Emirates                  | 5                             |
| 13e                           | Michael Valgren               | Danemark                      | NTT Pro Cycling               | 4                             |
| 14e                           | Hugo Houle                    | Québec                        | Astana                        | 3                             |
| 15e                           | Warren Barguil                | France                        | Arkéa-Samsic                  | 2                             |
| modifier                      |                               |                               |                               |                               |

|   |                      | \| \| Coureur \| Pays \| Équipe \| Secondes \| \| - \| -------------------- \| -------- \| ---------------- \| -------- \| \| 1 \| Søren Kragh Andersen \| Danemark \| Sunweb \| 10 s \| \| 2 \| Luka Mezgec \| Slovénie \| Mitchelton-Scott \| 6 s \| \| 3 \| Simone Consonni \| Italie \| Cofidis \| 4 s \| |                  |          |
|   | Coureur              | Pays | Équipe           | Secondes |
| 1 | Søren Kragh Andersen | Danemark | Sunweb           | 10 s     |
| 2 | Luka Mezgec          | Slovénie | Mitchelton-Scott | 6 s      |
| 3 | Simone Consonni      | Italie | Cofidis          | 4 s      |

### Cols et côtes
| Côte du Château d'Aulteribe (km 32) 4e catégorie (1,0 km à 8,2%) | Côte du Château d'Aulteribe (km 32) 4e catégorie (1,0 km à 8,2%) | Côte du Château d'Aulteribe (km 32) 4e catégorie (1,0 km à 8,2%) | Côte du Château d'Aulteribe (km 32) 4e catégorie (1,0 km à 8,2%) | Côte du Château d'Aulteribe (km 32) 4e catégorie (1,0 km à 8,2%) |
| ---------------------------------------------------------------- | ---------------------------------------------------------------- | ---------------------------------------------------------------- | ---------------------------------------------------------------- | ---------------------------------------------------------------- |
|                                                                  | Coureur                                                          | Pays                                                             | Équipe                                                           | Point(s)                                                         |
| 1er                                                              | Stefan Küng                                                      | Suisse                                                           | Groupama-FDJ                                                     | 1                                                                |
| modifier                                                         |                                                                  |                                                                  |                                                                  |                                                                  |

| Col du Béal (km 68,5) 2e catégorie (10,2 km à 5,6%) | Col du Béal (km 68,5) 2e catégorie (10,2 km à 5,6%) | Col du Béal (km 68,5) 2e catégorie (10,2 km à 5,6%) | Col du Béal (km 68,5) 2e catégorie (10,2 km à 5,6%) | Col du Béal (km 68,5) 2e catégorie (10,2 km à 5,6%) |
| --------------------------------------------------- | --------------------------------------------------- | --------------------------------------------------- | --------------------------------------------------- | --------------------------------------------------- |
|                                                     | Coureur                                             | Pays                                                | Équipe                                              | Point(s)                                            |
| 1er                                                 | Stefan Küng                                         | Suisse                                              | Groupama-FDJ                                        | 5                                                   |
| 2e                                                  | Edward Theuns                                       | Belgique                                            | Trek-Segafredo                                      | 3                                                   |
| 3e                                                  | Lennard Kämna                                       | Allemagne                                           | Bora-Hansgrohe                                      | 2                                                   |
| 4e                                                  | Felix Großschartner                                 | Autriche                                            | Bora-Hansgrohe                                      | 1                                                   |
| modifier                                            |                                                     |                                                     |                                                     |                                                     |

| Côte de Courreau (km 99) 3e catégorie (4,0 km à 5,7%) | Côte de Courreau (km 99) 3e catégorie (4,0 km à 5,7%) | Côte de Courreau (km 99) 3e catégorie (4,0 km à 5,7%) | Côte de Courreau (km 99) 3e catégorie (4,0 km à 5,7%) | Côte de Courreau (km 99) 3e catégorie (4,0 km à 5,7%) |
| ----------------------------------------------------- | ----------------------------------------------------- | ----------------------------------------------------- | ----------------------------------------------------- | ----------------------------------------------------- |
|                                                       | Coureur                                               | Pays                                                  | Équipe                                                | Point(s)                                              |
| 1er                                                   | Stefan Küng                                           | Suisse                                                | Groupama-FDJ                                          | 2                                                     |
| 2e                                                    | Felix Großschartner                                   | Autriche                                              | Bora-Hansgrohe                                        | 1                                                     |
| modifier                                              |                                                       |                                                       |                                                       |                                                       |

| Côte de la Duchère (km 184,5) 4e catégorie (1,4 km à 5,6%) | Côte de la Duchère (km 184,5) 4e catégorie (1,4 km à 5,6%) | Côte de la Duchère (km 184,5) 4e catégorie (1,4 km à 5,6%) | Côte de la Duchère (km 184,5) 4e catégorie (1,4 km à 5,6%) | Côte de la Duchère (km 184,5) 4e catégorie (1,4 km à 5,6%) |
| ---------------------------------------------------------- | ---------------------------------------------------------- | ---------------------------------------------------------- | ---------------------------------------------------------- | ---------------------------------------------------------- |
|                                                            | Coureur                                                    | Pays                                                       | Équipe                                                     | Point(s)                                                   |
| 1er                                                        | Tiesj Benoot                                               | Belgique                                                   | Sunweb                                                     | 1                                                          |
| modifier                                                   |                                                            |                                                            |                                                            |                                                            |

| \| Côte de la Croix-Rousse (km 189,5) 4e catégorie (1,4 km à 4,8%) \| Côte de la Croix-Rousse (km 189,5) 4e catégorie (1,4 km à 4,8%) \| Côte de la Croix-Rousse (km 189,5) 4e catégorie (1,4 km à 4,8%) \| Côte de la Croix-Rousse (km 189,5) 4e catégorie (1,4 km à 4,8%) \| Côte de la Croix-Rousse (km 189,5) 4e catégorie (1,4 km à 4,8%) \| \| --------------------------------------------------------------- \| --------------------------------------------------------------- \| --------------------------------------------------------------- \| --------------------------------------------------------------- \| --------------------------------------------------------------- \| \| \| Coureur \| Pays \| Équipe \| Point(s) \| \| 1er \| Lennard Kämna \| Allemagne \| Bora-Hansgrohe \| 1 \| \| modifier \| \| \| \| \| |               |           |                |          |
| Côte de la Croix-Rousse (km 189,5) 4e catégorie (1,4 km à 4,8%) |               |           |                |          |
| | Coureur       | Pays      | Équipe         | Point(s) |
| 1er | Lennard Kämna | Allemagne | Bora-Hansgrohe | 1        |
| modifier |               |           |                |          |

### Prix de la combativité
- Stefan Küng (Groupama-FDJ)

## Classements à l'issue de l'étape

### Classement général
| Classement général | Classement général | Classement général | Classement général | Classement général |
|                    | Coureur            | Pays               | Équipe             | Temps              |
| ------------------ | ------------------ | ------------------ | ------------------ | ------------------ |
| 1er                | Primož Roglič      | Slovénie           | Jumbo-Visma        | en 61 h 3 min 0 s  |
| 2e                 | Tadej Pogačar      | Slovénie           | UAE Emirates       | + 44 s             |
| 3e                 | Egan Bernal        | Colombie           | Ineos Grenadiers   | + 59 s             |
| 4e                 | Rigoberto Urán     | Colombie           | EF Pro Cycling     | + 1 min 10 s       |
| 5e                 | Nairo Quintana     | Colombie           | Arkéa-Samsic       | + 1 min 12 s       |
| 6e                 | Miguel Ángel López | Colombie           | Astana             | + 1 min 31 s       |
| 7e                 | Adam Yates         | Royaume-Uni        | Mitchelton-Scott   | + 1 min 42 s       |
| 8e                 | Mikel Landa        | Espagne            | Bahrain-McLaren    | + 1 min 55 s       |
| 9e                 | Richie Porte       | Australie          | Trek-Segafredo     | + 2 min 6 s        |
| 10e                | Enric Mas          | Espagne            | Movistar           | + 2 min 54 s       |
| modifier           |                    |                    |                    |                    |

| Classement par points | Classement par points | Classement par points | Classement par points    | Classement par points |
| --------------------- | --------------------- | --------------------- | ------------------------ | --------------------- |
|                       | Coureur               | Pays                  | Équipe                   | Point(s)              |
| 1er                   | Sam Bennett           | Irlande               | Deceuninck-Quick Step    | 262 points            |
| 2e                    | Peter Sagan           | Slovaquie             | Bora-Hansgrohe           | 219 pts               |
| 3e                    | Matteo Trentin        | Italie                | CCC                      | 169 pts               |
| 4e                    | Bryan Coquard         | France                | B&B Hotels-Vital Concept | 162 pts               |
| 5e                    | Caleb Ewan            | Australie             | Lotto-Soudal             | 158 pts               |
| 6e                    | Wout van Aert         | Belgique              | Jumbo-Visma              | 131 pts               |
| 7e                    | Julian Alaphilippe    | France                | Deceuninck-Quick Step    | 108 pts               |
| 8e                    | Michael Mørkøv        | Danemark              | Deceuninck-Quick Step    | 106 pts               |
| 9e                    | Alexander Kristoff    | Norvège               | UAE Emirates             | 100 pts               |
| 10e                   | Marc Hirschi          | Suisse                | Sunweb                   | 97 pts                |
| modifier              |                       |                       |                          |                       |

| Classement du meilleur grimpeur | Classement du meilleur grimpeur | Classement du meilleur grimpeur | Classement du meilleur grimpeur | Classement du meilleur grimpeur |
| ------------------------------- | ------------------------------- | ------------------------------- | ------------------------------- | ------------------------------- |
|                                 | Coureur                         | Pays                            | Équipe                          | Point(s)                        |
| 1er                             | Benoît Cosnefroy                | France                          | AG2R La Mondiale                | 36 points                       |
| 2e                              | Nans Peters                     | France                          | AG2R La Mondiale                | 31 pts                          |
| 3e                              | Marc Hirschi                    | Suisse                          | Sunweb                          | 31 pts                          |
| 4e                              | Toms Skujiņš                    | Lettonie                        | Trek-Segafredo                  | 24 pts                          |
| 5e                              | Quentin Pacher                  | France                          | B&B Hotels-Vital Concept        | 21 pts                          |
| 6e                              | Primož Roglič                   | Slovénie                        | Jumbo-Visma                     | 18 pts                          |
| 7e                              | Neilson Powless                 | États-Unis                      | EF Pro Cycling                  | 16 pts                          |
| 8e                              | Daniel Felipe Martínez          | Colombie                        | EF Pro Cycling                  | 14 pts                          |
| 9e                              | Maximilian Schachmann           | Allemagne                       | Bora-Hansgrohe                  | 14 pts                          |
| 10e                             | Tadej Pogačar                   | Slovénie                        | UAE Emirates                    | 14 pts                          |
| modifier                        |                                 |                                 |                                 |                                 |

| Classement général du meilleur jeune | Classement général du meilleur jeune | Classement général du meilleur jeune | Classement général du meilleur jeune | Classement général du meilleur jeune |
|                                      | Coureur                              | Pays                                 | Équipe                               | Temps                                |
| ------------------------------------ | ------------------------------------ | ------------------------------------ | ------------------------------------ | ------------------------------------ |
| 1er                                  | Tadej Pogačar                        | Slovénie                             | UAE Emirates                         | en 61 h 3 min 44 s                   |
| 2e                                   | Egan Bernal                          | Colombie                             | Ineos Grenadiers                     | + 15 s                               |
| 3e                                   | Enric Mas                            | Espagne                              | Movistar                             | + 2 min 10 s                         |
| 4e                                   | Sergio Higuita                       | Colombie                             | EF Pro Cycling                       | + 25 min 28 s                        |
| 5e                                   | Valentin Madouas                     | France                               | Groupama-FDJ                         | + 58 min 35 s                        |
| 6e                                   | Lennard Kämna                        | Allemagne                            | Bora-Hansgrohe                       | + 1 h 10 min 56 s                    |
| 7e                                   | Daniel Felipe Martínez               | Colombie                             | EF Pro Cycling                       | + 1 h 16 min 10 s                    |
| 8e                                   | Neilson Powless                      | États-Unis                           | EF Pro Cycling                       | + 1 h 27 min 22 s                    |
| 9e                                   | Marc Hirschi                         | Suisse                               | Sunweb                               | + 1 h 28 min 29 s                    |
| 10e                                  | Harold Tejada                        | Colombie                             | Astana                               | + 1 h 29 min 23 s                    |
| modifier                             |                                      |                                      |                                      |                                      |

| Classement par équipes | Classement par équipes | Classement par équipes | Classement par équipes |
|                        | Équipe                 | Pays                   | Temps                  |
| ---------------------- | ---------------------- | ---------------------- | ---------------------- |
| 1re                    | EF Pro Cycling         | États-Unis             | en 183 h 12 min 36 s   |
| 2e                     | Movistar               | Espagne                | + 3 min 0 s            |
| 3e                     | Jumbo-Visma            | Pays-Bas               | + 23 min 2 s           |
| 4e                     | Trek-Segafredo         | États-Unis             | + 29 min 27 s          |
| 5e                     | Ineos Grenadiers       | Royaume-Uni            | + 35 min 51 s          |
| 6e                     | AG2R La Mondiale       | France                 | + 38 min 24 s          |
| 7e                     | Astana                 | Kazakhstan             | + 38 min 36 s          |
| 8e                     | Bahrain-McLaren        | Bahreïn                | + 44 min 11 s          |
| 9e                     | Mitchelton-Scott       | Australie              | + 1 h 19 min 6 s       |
| 10e                    | Bora-Hansgrohe         | Allemagne              | + 1 h 32 min 59 s      |
| modifier               |                        |                        |                        |

## Abandons
- Romain Bardet (AG2R La Mondiale) : non-partant (commotion cérébrale)[1]
- Pierre Latour (AG2R La Mondiale) : abandon